# McConnelsville
McConnelsville är administrativ huvudort i Morgan County i delstaten Ohio. Orten har fått sitt namn efter militären Robert McConnell. Enligt 2010 års folkräkning hade McConnelsville 1 784 invånare.

## Kända personer från McConnelsville
- James W. Dawes, politiker
- James J. Gibson, psykolog